# 土谷薬品
土谷薬品株式会社（サンヨー医薬株式会社）（つちややくひん）は、山口県下関市に本社を置く、医薬品卸売業者であった。現在は、北九州地区は「アステム」下関地区は「常盤薬品」である。

## 会社概要
- 商号：サンヨー医薬株式会社
- 本社：山口県下関市楠乃270-4
- 創立：1961年7月
- 資本金：1,200万円
- 代表取締役社長　枝広圭介

## 大株主
- 常盤薬品
- アステラス製薬（旧：藤沢薬品工業）
- 枝広圭介

## 沿革
- 山口県下関市にて「土谷博薬店」創業
- 1958年5月山口県下関市の「土谷博薬店」の北九州地区の卸部門として北九州市門司区広石町2に「土谷博薬店・門司支店」を設立（その後、「土谷博薬品」と商号変更「小倉薬品」と業務提携し「門司土谷薬品」となり「九州土谷薬品」と商号を変え「コーエー化学」と合併し「北九州薬品」となる）
- 1961年7月「土谷博薬品」と山口県宇部市の「常盤薬品（株）」が資本提携し「土谷薬品」と商号変更
- 1974年4月山口県下関市「土谷薬品（株）」を子会社化して「サンヨー医薬」と社名変更
- 1997年12月 山口県宇部市の「常盤薬品」と合併

## 営業所
- 山口県：宇部市
- 福岡県:北九州市

## 主な取引メーカー (サンヨー医薬)
- 藤沢薬品
- 大塚製薬
- 杏林製薬
- 富山化学

## 備考
- 薬業卸に三女傑ありといわれた一人が「土谷イシ」であった。(北海道の秋山テツ「秋山愛生舘」・広島市の寺西貞香「寺西薬品」)